# Alycia Parks
Alycia Parks (født 31. december 2000 i Atlanta, Georgia, USA) er en professionel tennisspiller fra USA.